# Thugs Revenge
Albums de Bizzy Bone
Speaking in Tongues
(2005) The Story
(2006)
Thugs Revenge est le cinquième album studio de Bizzy Bone, sorti le 28 février 2006.
L'album s'est classé 39e au Top R&B/Hip-Hop Albums et 168e au Billboard 200.

## Liste des titres
| No  | Titre                                                          | Durée |
| --- | -------------------------------------------------------------- | ----- |
| 1.  | Thugs Revenge (Intro) (featuring Mr. Capone-E et Mr. Criminal) | 2:44  |
| 2.  | Ridin in the Streets (featuring Layzie Bone)                   | 4:22  |
| 3.  | Caught Up (featuring Bad Azz)                                  | 3:59  |
| 4.  | When We Ride (featuring Mr. Criminal)                          | 3:41  |
| 5.  | Get Ya, Get Ya                                                 | 3:10  |
| 6.  | All My Life (featuring Mr. Capone-E et Mr. Criminal)           | 4:10  |
| 7.  | Feel My Soul                                                   | 3:21  |
| 8.  | Gold Digger (Skit)                                             | 1:14  |
| 9.  | Jealousy Breeds Envy                                           | 3:52  |
| 10. | Light Up the Spliff                                            | 3:18  |
| 11. | Never Be Hesitant                                              | 3:19  |
| 12. | A Thugs Prayer                                                 | 2:42  |
| 13. | What Are We Seeing                                             | 3:01  |
| 14. | Don't Be Fake                                                  | 4:11  |
| 15. | For the Homies (featuring Mr. Capone-E)                        | 3:53  |
| 16. | Hi Power                                                       | 7:46  |